# Élingue (manutention)
Pour les articles homonymes, voir Élingue.

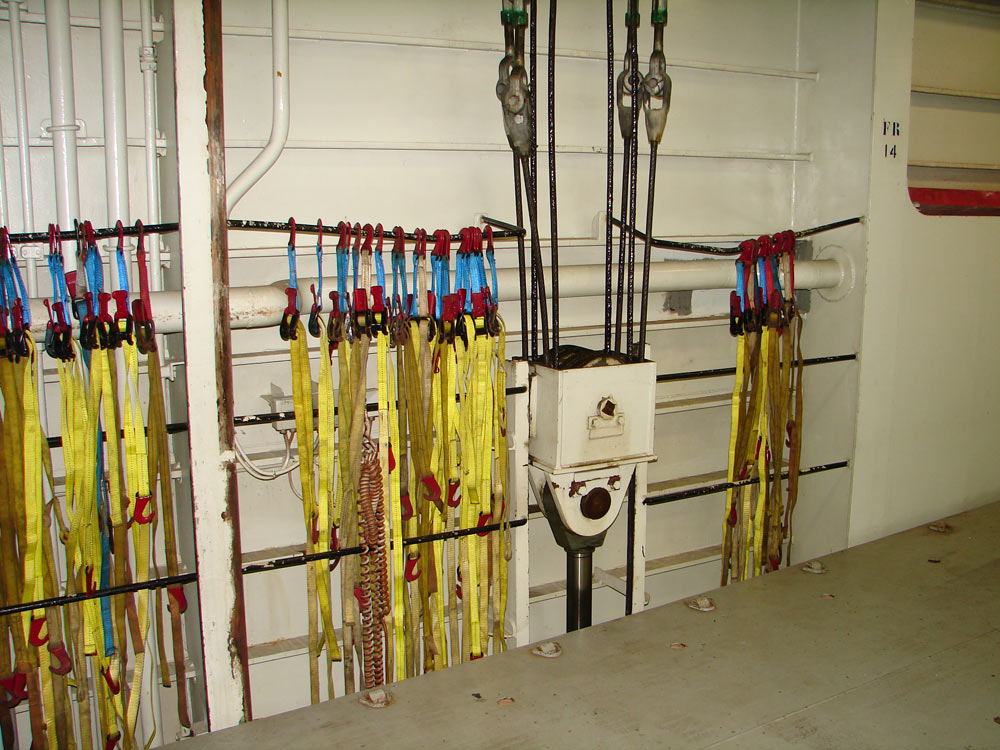
Élingues de saissisage sur un bateau voiturier.

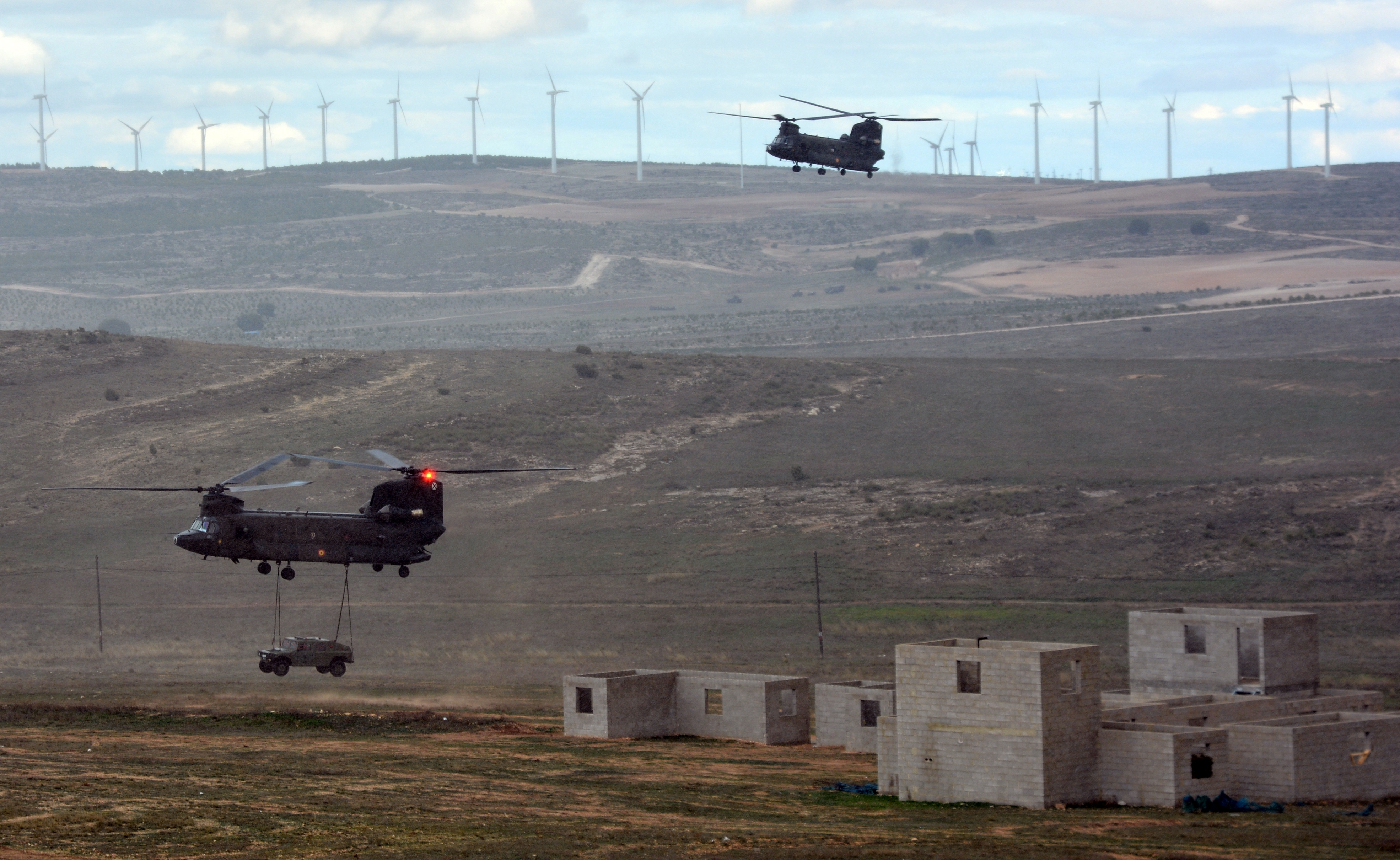
Elingage d'un véhicule par un hélicoptère.

Une élingue est un accessoire de levage souple en cordage ou en sangle, en câble métallique ou en chaîne, généralement terminé par des composants métalliques tels que maille, crochets, anneaux ou manilles.
L'élingue est un accessoire de travail indispensable aussi bien sur les bateaux (cordages, arrimage), hélicoptères (voir également hélitreuillage), que sur les chantiers de constructions (gréage) et même dans les transports, quand il s'agit d'arrimer une charge sur un camion (élingue d'arrimage).

## Typologie

### Partie souple
Les élingues sont fabriquées en différents matériaux afin de pouvoir résister à des charges diverses et s'adapter à la géométrie de la charge levée :
- sangle ou cordage tissé synthétique (nylon ou polyester) ;
- sangle ou cordage tissé naturel (chanvre) ;
- câble d'acier ;
- chaîne ;
- grelin.

### Différentes conceptions des extrémités
Les extrémités des élingues permettent la fixation de l'élingue à la charge à lever d'une part, et à l'appareil de levage (treuil du pont levant par exemple) d'autre part. Il existe différentes façons de les confectionner :
- épissure ;
- manchon ;
- serre-câble ;
- crosse.

Afin d'augmenter la charge maximale soulevable, on peut multiplier le nombre d'élingues soutenant la charge. Un coupleur, ou palonnier, qui possède plusieurs crochets, doit pour cela être fixé au treuil.
Pour relier la charge à son élingue, il est possible d'utiliser des manilles.
La matière, le diamètre, l'angle de levage (si plusieurs pattes) et l'épaisseur et la largeur de la lanière utilisé est directement en relation avec la capacité de charge de l'élingue.

## Caractéristiques et marquage
Plusieurs caractéristiques doivent être mentionnées sur les élingues :
- l'identification du matériau ;
- la charge maximale d’utilisation (CMU) ;
- le marquage CE ;
- l'identification du fabricant.

## Sécurité
Une caractéristique importante d'une élingue est le coefficient de sécurité. Il est défini par le rapport entre la charge de rupture et la CMU. Il diffère suivant la nature des élingues.
Voici les différents matériaux utilisés et leur coefficient de sécurité :
- chaîne : 4 ;
- câble : 5 ;
- textile : 7 ;
- cordage : 10.

Par exemple, une élingue en textile de CMU égale à 500 kg aura une charge de rupture de 3 500 kg.
Avant la manutention d'une charge avec une élingue, il est nécessaire de contrôler son état ainsi que sa date de validité. Le vieillissement des matériaux ou leur usure fragilisent l'élingue et peuvent causer sa rupture lors d'une opération de levage.